# Florian Kolfhaus
Florian Kolfhaus (* 1974 in Straubing) ist ein deutscher römisch-katholischer Priester, Diplomat und Autor.

## Leben
Kolfhaus wuchs in Straubing auf und besuchte dort das Gymnasium. Als Jugendlicher war er Ministrant und Gruppenleiter sowie Mitglied im Vorstand des Stadtjugendrings Straubing. Ehrenamtlich engagierte er sich lange Jahre im Pflegeheim St. Wolfgang für geistig behinderte Kinder. Kolfhaus nahm bis zu seinem Abitur mit Erfolg an nationalen und internationalen Turnieren in Stenographie teil. Der Bau der Fatimakapelle am Steinberg bei Thiersheim geht auf seine Initiative im Jahr 2003 zurück. Sie wurde am 1. Oktober 2005 eingeweiht und ist heute ein beliebtes Wallfahrtsziel der umliegenden Pfarreien.
Kolfhaus ist langjähriges Mitglied der Katholischen Pfadfinderschaft Europas (KPE), in der er als Gruppenleiter tätig war. Am 25. Oktober 1998 wurde ihm eine der höchsten Auszeichnungen der KPE verliehen, das Woodbadge für die Pfadfinderstufe. Am 15. September 2000 erhielt er durch den St. Pöltner Diözesanbischof Kurt Krenn die Priesterweihe. Zu diesem Zeitpunkt war er Mitglied der Ordensgemeinschaft Diener Jesu und Mariens, die er aber unmittelbar danach verließ, um in die Diözese Regensburg zu wechseln.
Am 19. Juli 2011 wurde Kolfhaus zum Kaplan Seiner Heiligkeit (Monsignore) ernannt. Er ist assoziiertes Mitglied der Internationalen Marianischen Päpstlichen Akademie (PAMI) mit Sitz in Rom. Von 2004 bis 2006 durchlief Kolfhaus die Päpstliche Diplomatenakademie. Daran schlossen sich Tätigkeiten in der Nuntiatur in Bogotà (Kolumbien) sowie beim Europarat in Straßburg an. Kolfhaus wurde an der Päpstlichen Universität Gregoriana im Jahr 2006 im Fach Dogmatik mit einer Untersuchung von Schlüsseltexten des Zweiten Vatikanischen Konzils promoviert. Seine Dissertation mit dem Titel Pastorale Lehrverkündigung. Grundmotiv des Zweiten Vatikanischen Konzils. Untersuchungen zu „Unitatis Redintegratio“, „Dignitatis Humanae“ und „Nostra Aetate“ wurde vom Jesuiten Karl Josef Becker als Doktorvater betreut. Zudem erwarb er das Lizenziat in Kirchenrecht.
Ab 2009 arbeitete Kolfhaus in der Zweiten Sektion des Staatssekretariates des Vatikans, wo er unter anderem für den Kontakt zu internationalen Behörden wie OSZE, NATO und WHO zuständig war. Ein besonderer Schwerpunkt seiner Arbeit war das Thema der Diskriminierung von Christen in Europa. Als Seelsorger betreute er unter anderem die Capitolina, eine katholische Studentenverbindung. Seit spätestens September 2017 war er als Nuntiaturrat der Apostolischen Nuntiatur in Prag tätig.

## Theologische Positionen
In seiner Dissertation untersucht Kolfhaus verschiedene Interpretationszugänge zu den Texten des Zweiten Vatikanischen Konzils, insbesondere in Hinblick auf die drei Dekrete über den Ökumenismus (Unitatis Redintegratio), die Religionsfreiheit (Dignitatis Humanae) und das Verhältnis der Kirche zu anderen Religionen (Nostra Aetate). Im Zuge seiner Analyse der Texte entwickelt Kolfhaus die Theorie, das Konzil habe seine Lehrautorität im Modus eines munus praedicandi ausgeübt, das – zumindest in den drei untersuchten Dekreten – bewusst auf definitive Lehrentscheide verzichtet und stattdessen Weisungen für die Praxis des kirchlichen Lebens intendiere. Dieser neue Stil des munus praedicandi trete dabei durchaus im Anspruch der authentischen Lehrautorität eines ökumenischen Konzils auf, könne also nicht einfach mit dem Schlagwort „Pastoralkonzil“ abgewertet werden. Trotzdem sei die neue Art der Formulierung verschieden vom klassischen Modus konziliarer Texte, den der Autor als munus determinandi bezeichnet. „Das Fehlen eines theologischen Begriffs, der die systematische Darstellung der verschiedenen Formen der Ausübung des Magisteriums vervollkommnet, provoziert nicht selten oberflächliche Bewertungen des Konzils oder Verirrungen in ideologische Positionen, die das Konzil in seinen Lehraussagen absolut setzen oder völlig ablehnen“, so Kolfhaus. Derartige Missverständnisse „liberaler oder traditionalistischer Engführung“ seien in der Rezeption der Konzilstexte unbedingt zu überwinden.
In der Frage des Lebensendes von Maria, der Mutter Jesu, vertritt Kolfhaus die These, sie habe ihr irdisches Leben vollendet ohne den Tod zu erleiden und sei lebend in den Himmel aufgenommen worden. Mit dieser Position steht er in Opposition zur Mehrheitsmeinung in der Mariologie, die von einem Sterben Mariens ausgeht. Liturgisch ist der Tod Mariens unter dem Titel „Entschlafung Mariens“ (dormitio) fest in der Tradition der Kirche verankert, besonders auch in der orthodoxen Kirche. Das kirchliche Lehramt hat jedoch bei der dogmatischen Formulierung der leiblichen Aufnahme Mariens in den Himmel diese Frage offen gelassen. Kolfhaus hat die Argumente für seine Position im Buch Stärker als der Tod: Warum Maria nicht gestorben ist zusammengefasst.

## Schriften
- Dissertation: Pastorale Lehrverkündigung. Grundmotiv des Zweiten Vatikanischen Konzils. Untersuchungen zu „Unitatis Redintegratio“, „Dignitatis Humanae“ und „Nostra Aetate“ (=Theologia mundi ex urbe 2), Lit Verlag 2010, ISBN 978-3-643-10628-5.
- Via Dolorosa – Der Kreuzweg Christi, Dominus Verlag 2012, ISBN 978-3-940879-20-2.
- Bedienungsanleitung Liebe: 100 praktische Tipps für mehr Liebe im Leben, als Koautor zusammen mit Claudia Bayerl, Irene und Thomas Frei, Eric Hegmann, Susanne Hühn, Eva-Maria Ruhland, Ulrike und Irene Tourneur, und Maren Stephan, Textakademie 2012, ISBN 978-3-00-039622-9.
- Den Kreuzweg beten – Unterwegs auf der Via Dolorosa, Dominus Verlag 2013, ISBN 978-3-940879-28-8.
- Ganz Dein, Maria – Zwölf Tage zur Vorbereitung auf die Weihe an die Mutter Gottes und zur Vertiefung des geistlichen Lebens nach den Schriften des heiligen Ludwig Maria Grignion von Montfort, Dominus Verlag 2014, ISBN 978-3-940879-30-1.
- Der Rosenkranz – Theologie auf Knien, Dominus Verlag 2014 ISBN 978-3-940879-35-6.
- Der aufgeweckte Siebenschläfer: Ein Theaterstück von Florian Kolfhaus nach dem gleichnamigen Roman von Adalbert Seipolt, fe-Medienverlag 2014, ISBN 978-3-86357-104-7.
- Stärker als der Tod – Warum Maria nicht gestorben ist,  Media Maria Verlag 2016, ISBN 978-3-945401-20-0.
- Feuer und Flamme in der Eiszeit: 24 Kommentare, wie Katholiken wieder für den Glauben brennen können, Christiana Verlag 2017, ISBN 978-3-7171-1280-8.